# Ursula Wolf
Ursula Wolf (Karlsruhe, 1951) és una professora de filosofia i escriptora alemanya.
Ha sigut professora de filosofia a la Universitat Lliure de Berlín, a la Universitat de Frankfurt i, actualment, a la Universitat de Mannheim, on és catedràtica d'aquesta especialitat.
Alguns dels seus llibres són:
- Das Tier in der Moral. Vittorio Klosterman, 1990
- Platons Frühdialoge. Rowohlt, 1996
- Die Philosophie und die Frage nach dem guten Leben. Rowohlt, Reinbek bei Hamburg 1999, ISBN 3-499-55572-7

## Drets dels animals
En part de la seva obra, Ursula Wolf es posiciona respecte als drets dels animals. Referint-se a l'experimentació amb animals, argumenta que el fet que alguna cosa pugui ser útil a l'ésser humà o que sigui legal, no ho fa correcte èticament. També critica que la Llei de Protecció dels Animals alemanya, segons ella té doble moral, ja que per un costat afirma que les persones tenen obligacions morals respecte als animals no humans i per altre aquestes desapareixen quan es tracta d'investigar amb ells.